# Carrière de Brofiscin
 (mars 2017).
La carrière de Brofiscin (en anglais : Brofiscin Quarry) est une ancienne carrière de calcaire située à Groes-faen (en), près de Llantrisant en Galles du Sud. Elle a été désignée comme Site d'Intérêt Scientifique Spécial en raison de ses formations géologiques datant du début du Carbonifère. Des déchets toxiques y ont été déversés pendant sept ans (notamment des PCB). Le site a été recouvert d'une barrière étanche en 2011.

## Pollution
La carrière de Brofiscin est une propriété privée, qui a été louée en tant que site d'enfouissement à des entrepreneurs spécialisés dans la gestion de déchets. Entre 1965 et 1972, des milliers de tonnes de déchets provenant des entreprises BP, Veolia et Monsanto y ont été déposés,. Un rapport publié en 2005 par l'Agence de l'Environnement du Pays de Galles constate que la carrière contient jusqu'à 75 substances toxiques, dont des métaux lourds, de l'Agent orange et des polychlorobiphényles (PCB). The Guardian décrit le site comme « l'un des plus contaminés de Grande-Bretagne. »

## Travaux de sécurisation
En février 2011, The Ecologist et The Guardian rapportent que Monsanto accepte de participer aux frais de sécurisation du site mais ne reconnait pas sa responsabilité dans la pollution. Une page web du site de l'Agence de l'Environnement mise en ligne durant cette période déclare : « Nous avons terminé notre vaste enquête pour identifier ceux que nous considérons comme devant être tenus pour responsables en vertu de la législation sur les terrains contaminés et responsables pour le coût de l'assainissement de la carrière de Brofiscin. Nous sommes à un stade avancé de nos consultations avec BP, Veolia et Monsanto afin de leur donner la possibilité de contribuer à la dépollution du terrain sur une base volontaire. Nous prévoyons de progresser sur cette question dans les prochains mois. Si cette démarche échoue, nous avons le pouvoir de réaliser les travaux nécessaires nous-mêmes et de nous faire rembourser nos frais. En vertu de la législation, les trois entreprises ont été identifiées comme héritant de la responsabilité des sociétés associées au dépôt des déchets dans la carrière. »
En 2011, l'Agence pour l'Environnement du Pays de Galles et le conseil du comté de Rhondda Cynon Taf ont annoncé qu'ils avaient décidé de mettre en place un revêtement imperméabilisant sur le massif de déchets de la carrière pour un coût de 1,5 million de livres ; les précédentes estimations présentées dans les médias (jusqu'à 100 millions de livres) ont été réfutées par l'Agence pour l'Environnement du Pays de Galles. Le site a été nettoyé de sa végétation, les travaux ont débuté en octobre 2011, et ont été achevés en 2012.